# Nassour Ouaido
Nassour Guelendouksia Ouaido (født 1947) er en politiker fra Tchad, der i perioden 17. maj 1997-13. december 1999 var premierminister i Tchad. Han var i 2002 til 2011 formand for landets Nationalforsamling og fra 2012 til 2013 generalsekretær for De centralafrikanske staters økonomiske fællesskab. 

## Eksternt link
- Africa Database